# Elisa de Vilmorin
Jeanne Marie Elisa de Vilmorin, geborene Bailly, (* 3. Mai 1826 in Paris; † 3. August 1868 in Verrières-le-Buisson) war eine französische Botanikerin und Pflanzenzüchterin im Unternehmen Vilmorin. Ihr offizielles botanisches Autorenkürzel lautet „E.Vilm.“

## Leben
Sie war aus der Familie des ehemaligen Pariser Bürgermeisters Jean-Sylvain Bailly. 1842 heiratete sie Louis de Vilmorin, den sie bei Züchtungsexperimenten unterstützte.
Nach dem Tod ihres Mannes 1860 übernahm sie die Firma, in deren Leitung 1866 ihr Sohn Henry de Vilmorin einstieg.
Elisa de Vilmorin schrieb über die Züchtung von Erdbeeren, was aber nicht veröffentlicht wurde.
Sie war als erste Frau Mitglied der französischen botanischen Gesellschaft.

## Schriften
- Les fleurs de plein terre, Paris: Vilmorin-Andrieux 1863 (ohne Autorangabe)